# Callitriche trochlearis
Callitriche trochlearis là một loài thực vật có hoa trong họ Mã đề. Loài này được Fassett mô tả khoa học đầu tiên năm 1951.